# Temporada da NFL de 1951
A Temporada de 1951 da NFL foi a 32ª temporada regular da National Football League. Antes da temporada, Abraham Watner, proprietário do Baltimore Colts, enfrentou dificuldades financeiras e, portanto, deu à sua equipe e ao jogador contratos de volta para a liga por $50.000. 
O Los Angeles Rams, que na temporada havia conseguido televisionar todas as suas partidas, voltou atrás e decidiu televisionar apenas partidas fora de casa. Nesta temporada, inclusive, foi a primeira temporada em que a final da NFL, o championship game, foi televisionado ao país inteiro. A DuMont Television Network pagou US$75.000 para ter os direitos de transmissão da partida, que ocorreu em um domingo, 23 de Dezembro, no Los Angeles Memorial Coliseum para 59,475 pessoas na disputa entre Cleveland Browns e Los Angeles Rams, que acabou vitorioso, por 24-17. 

## Draft
O Draft para aquela temporada foi realizado novamente no Blackstone Hotel em Chicago, Illinois, entre os dias de 18 e 19 de Janeiro de 1951. E, com a primeira escolha, o New York Giants selecionou o defensive end, Kyle Rote da Universidade Metodista Meridional.

## Classificação Final
Assim ficou a classificação da final da National Football League em 1951.
P = Nº de Partidas, V = Vitórias, D = Derrotas, E = Empates, PCT = Porcentagem de vitória, DIV = Recorde de partidas da própria divisão, PF = Pontos a favor, PA = Pontos contra
| NFL American Conference |    |   |   |      |       |     |     |
| Time                    | V  | D | E | PCT  | DIV   | PF  | PC  |
| Cleveland Browns        | 11 | 1 | 0 | .917 | 9–0   | 331 | 152 |
| New York Giants         | 9  | 2 | 1 | .818 | 7–2–1 | 254 | 161 |
| Washington Redskins     | 5  | 7 | 0 | .417 | 4–5   | 183 | 296 |
| Pittsburgh Steelers     | 4  | 7 | 1 | .364 | 3–5–1 | 183 | 23  |
| Philadelphia Eagles     | 4  | 8 | 0 | .333 | 3–6   | 234 | 264 |
| Washigton Redskins      | 3  | 9 | 0 | .250 | 0-8   | 210 | 287 |

| NFL National Conference |   |   |   |      |       |     |     |
| Time                    | V | D | E | PCT  | DIV   | PF  | PC  |
| Los Angeles Rams        | 8 | 4 | 0 | .667 | 7–2   | 392 | 261 |
| San Francisco 49ers     | 7 | 4 | 1 | .636 | 5–2–1 | 255 | 205 |
| Detroit Lions           | 7 | 4 | 1 | .636 | 5–4–1 | 336 | 259 |
| Chicago Bears           | 7 | 5 | 0 | .583 | 6–2   | 286 | 282 |
| Green Bay Packers       | 3 | 9 | 0 | .250 | 1–8   | 254 | 375 |
| New York Yanks          | 1 | 9 | 2 | .100 | 1–7–2 | 241 | 382 |

## Playoffs
O NFL Championship Game foi disputado pelo segundo ano consecutivo entre Los Angeles Rams e Cleveland Browns, porém, desta vez, quem levou a melhor foi o Los Angeles Rams, que, jogando em casa, no Los Angeles Memorial Coliseum, venceu por 24 a 17 para um públcio 59,475 pessoas..

## Líderes em estatísticas da Liga
| Estatística                                 | Nome               | Equipe             | Total |
| ------------------------------------------- | ------------------ | ------------------ | ----- |
| Passando                                    |                    |                    |       |
| Jardas de Passe                             | Bobby Layne        | Detroit Lions      | 2403  |
| Passes para TD                              | Bobby Layne        | Detroit Lions      | 26    |
| % de Passes Completos                       | Bobby Thomason     | Green Bay Packers  | .566  |
| Correndo                                    |                    |                    |       |
| Jardas Corridas                             | Eddie Price        | New York Giants    | 971   |
| Corridas para TD                            | Rob Goode          | Washigton Redskins | 9     |
| Recebendo                                   |                    |                    |       |
| Jardas Recebidas                            | Elroy Hirsch       | Los Angeles Rams   | 1495  |
| Nº de Recepções                             | Elroy Hirsch       | Los Angeles Rams   | 66    |
| Recepções para TD                           | Elroy Hirsch       | Los Angeles Rams   | 17    |
| Defesa                                      |                    |                    |       |
| Interceptações                              | Otto Schnellbacher | New York Giants    | 11    |
| Times Especiais                             |                    |                    |       |
| Média de Punt                               | Horace Gillom      | Cleveland Browns   | 45.5  |
| Números coletados do Pro Football Reference |                    |                    |       |

## Prêmios
Criada na temporada de 1948, a United Press International NFL Most Valuable Player Award, abreviada UPI NFL MVP, voltou a entregar prêmios após duas temporadas. O prêmio foi entregue a Otto Graham, quarterback do Cleveland Browns.

## Treinadores

### Troca de Treinadores

#### Pré-Temporada
- Detroit Lions: Bo McMillin foi substituído por Buddy Parker[11].
- New York Yanks: Charley Ewart foi substituído por Red Strader[12].
- Philadelphia Eagles: Greasy Neale foi substituído por Bo McMillin[13].

#### Temporada
- Chicago Cardinals: Curly Lambeau renunciou após 10 jogos. Phil Handler e Cecil Isbell atuaram como co-treinadores  nos dois jogos finais da temporada[14].
- Philadelphia Eagles: Bo McMillin se aposentou após dois jogos, após ser diagnosticado com câncer de estômago terminal[15]. Wayne Millner serviu como interino pelo resto da temporada[13].
- Washington Redskins: Herman Ball foi despedido após três jogos. Dick Todd serviu como interino pelo resto da temporada[16].

## Biografia
- NFL Record and Fact Book (ISBN 1-932994-36-X)
- NFL History 1931–1940 (Last accessed December 4, 2005)
- Total Football: The Official Encyclopedia of the National Football League (ISBN 0-06-270174-6)